# 三线钩蛾属
三线钩蛾属（学名：Pseudalbara）是鱗翅目钩蛾科的一属，特征为触角锯齿状，长有长毛，后翅无线，雄性翅缰不发达。

## 下属物种
本属包括以下物种：
- 三线钩蛾 Pseudalbara parvula Leech, 1890